# Eleutherodactylus weinlandi
Eleutherodactylus weinlandi é uma espécie de anfíbio  da família Eleutherodactylidae.
Pode ser encontrada nos seguintes países: República Dominicana e Haiti.
Os seus habitats naturais são: florestas subtropicais ou tropicais húmidas de baixa altitude, áreas rochosas, cavernas, plantações , jardins rurais, áreas urbanas e florestas secundárias altamente degradadas.